# La Danseuse
La Danseuse is een Frans-Belgische biografische film uit 2016, geregisseerd door Stéphanie Di Giusto en gebaseerd op het boek Loïe Fuller : Danseuse de la Belle époque van Giovanni Lista. De film ging op 13 mei in première op het filmfestival van Cannes in de sectie Un certain regard.

## Verhaal
De jonge Marie-Louise woont met haar vader aan de Amerikaanse westkust waar het leven op de ranch en de relaties met cowboys haar niet echt aantrekken. Wanneer haar vader sterft, besluit ze naar Parijs te trekken om haar droom te verwezenlijken en actrice te worden. Per toeval wordt tijdens een opvoering op het podium de "Serpentine Dance" geboren waarvan het publiek meteen enthousiast wordt en Marie-Louise wordt Loie Fuller. Ze heeft een turbulente liefdesrelatie met Louis en ontmoet de betoverende danseres Isadora Duncan die haar leven helemaal overhoop zal gooien.

## Rolverdeling
| Acteur                   | Personage                                                   |
| ------------------------ | ----------------------------------------------------------- |
| Soko                     | Loie Fuller                                                 |
| Gaspard Ulliel           | graaf Louis d'Orsay                                         |
| Mélanie Thierry          | Gabrielle Bloch                                             |
| Lily-Rose Depp           | Isadora Duncan                                              |
| François Damiens         | Édouard Marchand, artistiek directeur van de Folies Bergère |
| Louis-Do de Lencquesaing | Armand Duponchel, de directeur van de Opéra de Paris        |
| Denis Ménochet           | Ruben, de vader van Loie                                    |
| Amanda Plummer           | Lili, de moeder van Loie                                    |
| William Houston          | Rud                                                         |

## Productie
De filmopnamen gingen van start op 28 september 2015 en duurden tot 10 december 2015. De film werd in 2017 genomineerd voor 6 Césars en 4 Prix Lumières.

## Prijzen en nominaties
De belangrijkste:
| Jaar | Prijs | Categorie                    | Genomineerde(n)     | Uitslag     |
| ---- | ----- | ---------------------------- | ------------------- | ----------- |
| 2017 | César | Beste actrice                | Soko                | genomineerd |
| 2017 | César | Beste actrice in een bijrol  | Mélanie Thierry     | genomineerd |
| 2017 | César | Beste jong vrouwelijk talent | Lily-Rose Depp      | genomineerd |
| 2017 | César | Beste decors                 | Carlos Conti        | genomineerd |
| 2017 | César | Beste kostuums               | Anaïs Romand        | gewonnen    |
| 2017 | César | Beste debuutfilm             | Stéphanie Di Giusto | genomineerd |